# Reinhard Mende
Reinhard Mende (* 1930 in Hirschberg, Landkreis Hirschberg im Riesengebirge, Provinz Niederschlesien; † 2012 in Leipzig) war ein deutscher freischaffender Bildreporter.

## Leben
Mende erwarb am 12. Mai 1951 seine erste Fotokamera, als er noch als Mühlenbauer tätig war. Von 1967 bis 1990 arbeitete er als freischaffender Bildreporter in der DDR und war bis 2007 als solcher tätig. Als einziger Amateur-Fotograf erhielt Mende 1963 die Bronzemedaille der zweiten Fotopresse-Schau der DDR. Daraufhin folgte die Teilnahme an einer Biennale für Fotografie in Polen, sowie ein Angebot für eine Festanstellung von der Parteizeitung Neues Deutschland, welches Mende ablehnte sowohl aufgrund seines Interesses an Reportage-Fotografie als auch der damit verbundenen Verpflichtung, in die SED-Partei einzutreten. Aus letzterem Grund kündigte er seine Tätigkeit im Rat des Kreises der Stadt Altenburg, wo er von 1962 bis 1966 für die Abteilung Kultur arbeitete. Neben jahrzehntelanger Reportage-Tätigkeit im Auftrag der Werbeabteilung Elektrischer Konsumgüter Suhl, Sitz Leipzig, und des Warenzeichenverbands AKA ELECTRIC entstanden im Auftrag des Ministeriums für Kultur der DDR Bildreportagen, zum Beispiel über die Weltfestspiele der Jugend (1973). Ende der 1970er/Anfang der 1980er Jahre begleitete Mende als Set-Fotograf verschiedene Doku-Produktionen des DDR-Fernsehens, einige davon unter der Regie von Dagmar Stuchlik. 1985 dokumentierte er die Wiedereröffnung der Semperoper Dresden. Seit den 1970ern bis 1989 fotografierte er die Eröffnungen und Ausstellungen des Lindenau-Museums in Altenburg. Mit dem Grafiker Theo Hesselbarth entstanden zudem zahlreiche Publikationsprojekte.
1989 stellt eine Zäsur in der Tätigkeit des Fotografen dar: Innerhalb kurzer Zeit erwarb Mende (unterstützt durch seine Brüder in der BRD) eine neue Kamera- und Labortechnik. Im Alter von 60 Jahren erlernte er im Selbststudium die Praxis der Farbfotografie, um unter den veränderten Systembedingungen weiterhin beruflich tätig sein zu können. Es folgten zahlreiche Aufträge für Buch-Produktionen über die Geschichte, Kultur und Landschaft des Altenburger Landes, zum Beispiel über das Deutsche Spielkartenmuseum in Altenburg, und CD-Produktionen unter anderem für den Verlag Klaus-Jürgen Kamprad.
Er wurde bekannt durch seine Arbeiten für Werbeabteilungen einiger Volkseigener Betriebe in der DDR, für deren Produkte er bei der Gestaltung von Werbematerialien wie Broschüren oder Prospekte Bildmaterial beitrug. Ebenso war er für diese, später in Kombinaten vereinigten, Betriebe für deren Auftritt z. B. bei der Leipziger Messe mit seinen Fotografien zuständig. Diese Bilder zeigten unter anderem auch Szenen aus der Produktion und dem Arbeitsleben bei seinen Auftraggebern. Des Weiteren machte er Dokumentationen während der Messe bei Besuchen durch den zuständigen Minister oder durch ausländische Delegationen. Zu seinen Auftraggebern in der DDR-Zeit gehörten Firmen wie AKA electric oder Heim electric und die VEB Elektrogerätewerk Suhl, VEB Fahrzeugelektrik Rühle, VEB Haushalts- und Verpackungsglas Coswig bei Dresden und VEB Leuchtenbau Leipzig.
Künstlerpersönlichkeiten wie Katrin Mayer oder Olaf Nicolai entwickelten zeitgenössische Arbeiten mit Bildern aus dem Mende Foto-Archiv.
Mit der Kunsthandweberin Hanna Mende lebte und arbeitete Mende ab 1971 in Zürchau.

## „Doppelte Ökonomien“
2010 initiierten die Fotografiehistorikerin Estelle Blaschke, der Künstler Armin Linke und die Kuratorin-Theoretikerin Doreen Mende die systematische Erfassung, Digitalisierung und Erforschung eines Teils des Bildarchivs von Mende mit Schwerpunkt zur Internationalen Leipziger Messe im Zeitraum von 1967 bis 1990. Es enthält Schwarz-Weiß- und Farbfotografien von Produktionsarchitekturen und Arbeitern in DDR-Industriebetrieben, in denen Elektrogeräte von AKA electric hergestellt und auf der Internationalen Messe in Leipzig vorgestellt wurden. Die ausgestellten Produkte waren für den internationalen Export bestimmt und wurden bewusst für die Förderung eines sozio-politischen Systems präsentiert: Die Handelsware diente als Mittel zum Entwurf eines international wettbewerbsfähigen Sozialismus. Damit bildete der Realsozialismus nicht nur die Rahmenbedingung für die Produktion, sondern trat als marktfähiges Gut für den internationalen Markt auf und diente als politisches Mittel zur Anerkennung eines souveränen Staates. Aufgenommen auf 1,600 Filmen und zugänglich mittels Kontaktbögen zeichnet es die sowohl nach innen (Osten) als auch nach außen (Westen), d. h., doppelt gerichtete Wirkung eines Realsozialismus. Weiterhin prägnant sind die Bilddokumentationen der Ministerrundgänge mit Vertretern der Regierungen der DDR, Handelsvertreter aus Schweden, Belgien und Frankreich sowie Delegationen aus Bruderländern wie Algerien, Angola, Äthiopien, Moçambique, Zimbabwe u. a. Damit weist das Archiv anhand von Fotografie nach, inwiefern die Leipziger Frühjahrs- und Herbstmesse nicht nur ein Ort des Handels, sondern auch Ort für Diplomatie, Politik und Internationalismus in Zeiten des globalen Kalten Krieges war. Das Teilarchiv ist der Ausgangspunkt eines vielschichtigen Forschungsunternehmens, das in einer Gruppe von Kunstschaffende, Kuratoren, Historiker und Architekten durchgeführt wurde. Es manifestiert sich in Ausstellungen in 2012 und 2013, die in Zusammenarbeit mit Kuehn Malvezzi Architects entstanden sind, und verschiedenen Publikationen, wie dem Katalog zur Ausstellung mit Spector Books und einer Publikation von Studierenden der Staatlichen Hochschule für Gestaltung Karlsruhe. Neben einer Auswahl von Bildern aus dem Fotoarchiv, versammeln die Ausstellungen und der Katalog verschiedene künstlerische Beiträge, Kontextmaterial und Interviews. Außerdem vereint der Katalog zur Ausstellung sowohl neue Texte als auch Re-Prints von grundlegenden Essays über Design in der DDR, Fotografie im Kontext von Ökonomie, Geopolitik und Souveränität sowie das Archiv als bewegliche Infrastruktur eines multiplen Erinnerns. Das Fotoarchiv organisiert sich entlang von Archivnummern, Titel und Datum, wie sie von dem Fotografen vorgegeben wurden. Als Teil des Forschungsprozesses wurden Schlagworte vorgeschlagen und mit einzelnen Bildern verknüpft. Diese Schlagworte, wie z. B. Delegation, Außen, Mode, grafische Struktur, Labor, Lampen, Sitzung, Verpackung, Solidarität, Besucher etc. sind in den Hauptkategorien Thema, Konzept, Standort, Kategorie angeordnet und sollen im Laufe der Zeit weiterentwickelt werden. Dafür wurde eine File-Maker-basierte Datenbank-Ontologie entwickelt, welche sowohl das Archiv digital erfasst als auch den Prozess der Arbeit mit dem Archiv hinterlegt. Sie bildet die Grundlage für die öffentliche Zugänglichkeit des Teilarchivs auf der Projektwebsite Double Bound Economies.

## Archiv Mende Stiftung
Die Archiv Mende Stiftung ist eine unselbstständige gemeinnützige Einrichtung, deren Anliegen es ist, das einzigartig erhaltene Gesamtwerk von Reinhard Mende für die nächsten Generationen zu erhalten und der zeitgenössischen sowie zeithistorischen Forschung zugänglich zu machen. Dieses Vorhaben basiert auf der Berufspraxis des Bildreporters Reinhard Mende zwischen 1953 und 2007 in Form eines Bildarchivs. Es bildet den Rahmen für die kritische Untersuchung und produktive Auseinandersetzung mit der freiberuflichen Bildproduktion in den politischen, lokalen und internationalen Kontexten der DDR, der Wendezeit und der Periode nach 1990 in Ostdeutschland. Im Fokus der Stiftung steht die Förderung der Erforschung der Rolle der Gebrauchsfotografie, teilweise auch der künstlerischen Fotografie, in Bezug auf gesellschaftliche Prozesse, Raumgestaltung, politischen Druck unter den Bedingungen des Staatssozialismus, der Konsum- und Arbeitskultur sowie wirtschaftlichen Handel während des Kalten Krieges in der DDR. Es gilt das Potential der historisch über die Region hinaus anerkannte Praxis von Reinhard Mende beispielhaft zu aktivieren und eine intellektuelle sowie soziale Gemeinschaft über den familiären Kontext hinaus zu schaffen. Durch die Erhaltung sowie Transformation des Archivs regt die Stiftung dazu an, die Geschichte der Kultur, Fotografie, Wirtschaft, Weltgewandtheit und Transformation in Ostdeutschland nach dem Zweiten Weltkrieg aufzuarbeiten und leistet somit einen Beitrag zur Erforschung der bildbasierten Nachkriegsmoderne im Osten Deutschlands. Die Förderung der Gemeinschaft steht dabei stets im Fokus der Zweckverwirklichung der von der Ehefrau und den drei Töchtern Ende 2023 initiierten Stiftung. Förderungen über den Erhalt des Werkes von Reinhard Mende hinaus sind nicht möglich.

## Einzelausstellungen
- 2012: Doppelte Ökonomien: Vom Lesen eines Fotoarchivs aus der DDR, 1967–1990. Halle 14, Zentrum für zeitgenössische Kunst, Leipzig.
- 2012: Doppelte Ökonomien: Vom Lesen eines Fotoarchivs aus der DDR, 1967–1990. centre de la photographie, Genf.
- 2013: Doppelte Ökonomien: Vom Lesen eines Fotoarchivs aus der DDR, 1967–1990. ETH Zürich.
- 2013: Doppelte Ökonomien: Vom Lesen eines Fotoarchivs aus der DDR, 1967–1990. Galerie Thomas Fischer, Berlin.

## Gruppenausstellungen
- 2017–2022: Alltag in der DDR, Dauerausstellung, Stiftung Haus der Geschichte, Museum in der Kulturbrauerei, Berlin.
- 10. Oktober 2020 bis 24. Januar 2021: 1 Million Rosen für Angela Davis, kuratiert von Kathleen Reinhardt, Kunsthalle im Lipsiusbau der Staatlichen Kunstsammlungen, Dresden.

## Veröffentlichungen
- mit Hans-Joachim Kessler: Das Schloss- und Spielkartenmuseum im Altenburger Schloss. Schloss- und Spielkartenmuseum, Altenburg 1982.
- mit Ruth Gleisberg: Landschaften. Staatliches Lindenau-Museum, Altenburg 1985.
- mit Hans-Joachim Kessler: Touristenführer Altenburg. Rat der Stadt Altenburg, Altenburg 1986.
- mit Peter Weise: Rund um die Spielkarte: ein Streifzug durch das Altenburger Spielkartenmuseum. Verlag Tribüne, Berlin 1988, ISBN 3-7303-0016-4.
- mit Hans Joachim Kessler und Rosmarie Pierer: Altenburg: Gesichter und Geschichten einer Stadt. Verlagshaus Thüringen, Erfurt 1993, ISBN 3-86087-040-8.
- mit Hans-Joachim Kessler: Altenburger Land: Streifzüge entlang der Blauen Flut, der Pleisse, Sprotte, Schnauder und Wiera. DZA-Verlag für Kultur und Wissen, Altenburg 1996, ISBN 3-9804823-2-4.